# Linfoma de células B
Los linfomas de células B, son un tipo de linfomas que afectan a las células B. Los linfomas son un tipo de "tumores sanguíneos" que afectan los ganglios linfáticos. Normalmente se desarrollan en adultos mayores o en individuos con inmunodeficiencia.
Los linfomas de células B incluyen tanto los linfomas de la enfermedad de Hodgkin como los linfomas no-Hodgkin. Se dividen típicamente en linfomas de bajo y alto grado, que corresponden a linfomas de lento crecimiento y linfomas agresivos, respectivamente. En general, los linfomas de lento crecimiento responden positivamente al tratamiento y se pueden controlar (en remisión) con larga expectativa de vida, pero no pueden curarse. Los linfomas agresivos requieren tratamiento intensivo, siendo algunos incluso curados por completo.
El pronóstico y el tratamiento depende del tipo de linfoma, así como de la etapa y del grado. Entre los tratamientos se encuentran radioterapia y quimioterapia. Los linfomas de lento crecimiento en sus etapas iniciales pueden ser tratados solo con radioterapia, sin recurrencia a largo plazo. Los tumores agresivos en etapa inicial se tratan con quimioterapia y radioterapia, con una tasa de curación del 70%-90%. Los linfomas de crecimiento lento en sus etapas finales por lo general no se tratan y se monitorean hasta progresar; mientras que los tumores agresivos en fase terminal se tratan con quimioterapia, con una tasa de curación sobre el 70%.

## Tipos
Existen numerosos tipos de linfomas de células B. El sistema de clasificación más usado es el sistema WHO, una combinación de varios sistemas más antiguos.

### Comunes
Cinco tipos de linfomas representan tres de cada cuatro casos en pacientes con linfoma no-Hodgkin.
- Linfoma difuso de células B grandes (DLBCL)
- Linfoma folicular
- Linfoma de tejido linfoide asociado a la mucosa (MALT por sus siglas en inglés), también llamado linfoma de zona marginal de células B (MZL por sus siglas en inglés) o
- Linfoma linfocítico pequeño (también conocido como leucemia linfocítica crónica)
- Linfoma de células del manto

## Raros
Las formas restantes son menos comunes:
Variantes de tipo DLBCL o subtipos de:
- Linfoma mediastínico primario de células B grandes
- Linfoma de células T de células grandes
- Linfoma de células B grandes cutáneo, tipo crural (DLBCL cutáneo principal, tipo crural)
- Linfoma difuso de células B grandes EBV positivo
- Linfoma difuso de células B grandes asociado con inflamación
- Linfoma de Burkitt
- Linfoma linfoplasmacítico, que puede manifestarse como la macroglobulemia de Waldeström
- Linfoma de células B nodal marginal (NMZL por sus siglas en inglés)
- Linfoma esplénico marginal (SMZL por sus siglas en inglés)
- Linfoma de efusión primaria
- Granulomatosis linfomatoide
- Linfoma primario del sistema nervioso central
- Linfoma de células B grandes ALK-positivo
- Linfoma plasmablástico
- Linfoma de células B, inclasificable con características intermedias entre el linfoma de células B grandes y el linfoma de Burkitt
- Linfoma de células B, inclasificable con características intermedias entre el linfoma de células B grandes y el linfoma de Hodgkin

Adicionalmente, algunos científicos separan de esta clasificación a los linfomas que parecen derivar de otros desórdenes del sistema inmune, como el linfoma derivado del sida.